# Yukari Nakano

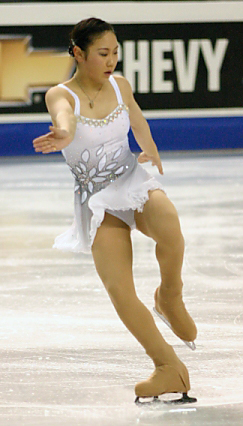

Yukari Nakano, japanska 中野友加里, född 25 augusti 1985 i Konan, Japan, är en japansk konståkare. Hon var den tredje kvinnan som klarade att landa en trippel axel på godkänt sätt.
Hon har bland annat kommit på en tredje plats i japanska mästerskapen i konståkning 2007 vilket gav henne Japans tredje plats vid årets VM. Hennes främsta resultat hittills är den femte platsen vid VM i konståkning 2007.